# Emulsionante

A. Dos líquidos inmiscibles, sin emulsionar; B. Una emulsión en la que la fase II se dispersa en la fase I; C. La emulsión inestable se separa o decanta; D. El agente tensioactivo emulgente (cerco púrpura de la fase interna) se coloca en la interfaz de las dos fases, con lo que se estabiliza la emulsión

Un emulsionante, emulsificante o emulgente es una sustancia que ayuda en la mezcla de dos sustancias que normalmente son poco miscibles o difíciles de mezclar. De esta manera, al añadir este emulsionante, se consigue formar una emulsión. Se denomina así también a los aditivos alimentarios encargados de facilitar el proceso de emulsión de los ingredientes.
Estos mismos emulgentes también son utilizados en cosmética, pero entonces se denominan de manera diferente, siguiendo la Nomenclatura Internacional de Ingredientes Cosméticos (INCI).

## Funcionamiento
Los emulsionantes son un tipo de tensoactivo, con una estructura con afinidad a los lípidos (lipófila) y otra con afinidad por el agua (hidrofílica), que puede establecerse en torno a las capas límite entre los componentes acuosos como aceitosos. La medida en que el carácter hidrófilo o el  lipófilo dominan en un tensioactivo está representada por el valor HLB. Un valor de HLB alto (10 a 20) indica una sustancia más hidrófila, que es adecuada para las emulsiones de aceites en agua (o/w). Las sustancias con un HLB bajo (3 a 8) son lipófilas y son adecuadas para emulsiones de agua en aceite (w/o).
La estabilidad de las emulsiones la dan muchos factores, pero destacan: temperatura, viscosidad y HLB del emulsionante.

## Etiquetado
Los aditivos alimentarios, como lo son los emulsionantes, deben figurar en la etiqueta de cada alimento ya que pasan a ser un componente del mismo. Generalmente se los etiqueta en el apartado de “ingredientes” de un alimento, nombrados por su nombre (científico-químico), o por su número E o INS. El número E consta de la letra E seguida por 3 o 4 dígitos. La letra representa que este aditivo está aceptado para su uso en países Europeos. Por otro lado, el primero de los dígitos representa la función de ese aditivo, y los siguientes son los asignados dentro de los que tienen una misma función. Para el caso de emulsionantes, el primer dígito que le corresponde es un 4.
En la numeración internacional (SIN o INS), correspondiente al Codex Alimentarius, este número consta de 3 o 4 dígitos, y a veces el número va seguido de un sufijo alfabético, el cual caracteriza las distintas clases de aditivos, especificando por ejemplo el método de obtención.

### Argentina
La más comúnmente utilizada en Argentina es la numeración internacional para el etiquetado de emulsionantes.

## Emulsionantes industriales

### Polisorbatos
- E 432 Polisorbato 20
- E 433 Polisorbato 80
- E 434 Polisorbato 40
- E 435 Polisorbato 60
- E 436 Polisorbato 65

### Ésteres de sorbitano
- E 491 Monoestearato de sorbitano
- E 492 Triestearato de sorbitano
- E 493 Monolaurato de sorbitano
- E 494 Monooleato de sorbitano
- E 495 Monopalmitato de sorbitano

### Otros
- E 322 Lecitina de soja
- E 444 Acetato isobutirato de sacarosa
- E 471 Mono– y diglicéridos de ácidos grasos
- E 476 Polirricinoleato de poliglicerol

## Ingredientes cotidianos usados como emulsionante
- Ajo
- Kétchup
- Leche (caseína)
- Mantequilla (caseína)
- Miel
- Miso
- Mostaza
- Nata (caseína)
- Tomate concentrado
- Queso (caseína)
- Yema de huevo (lecitina)
- `Lecitina de Soja

## Latinoamérica

### Argentina

#### Exigencias del CAA
Según el Código Alimentario Argentino (CAA), se admite el uso de polifosfatos como agentes emulsionantes, secuestradores, amortiguadores, estabilizadores y gelificadores. Se permite una concentración máxima del 5% en los líquidos de cura, y en los productos curados no podrán sobrepasar de 5.000 ppm. Si se utilizan en alimentos cocidos, no podrán tener más de 5.000 ppm en el producto terminado. Las concentraciones señaladas se refieren al uso de un solo fosfato y a la combinación de 2 o más de ellos (polifosfatos).
El empleo de los aditivos sobre la base de fosfatos, no deberá ocasionar un aumento significativo del contenido acuoso de los productos elaborados.
Ahora bien, en referencia al monoestearato de glicerilo o sus mezclas con diestearato, se admite su uso como agente emulsionante y de plasticidad en las grasas, con excepción de la manteca y las grasas que se expendan al estado puro. Se permiten hasta 20.000 ppm como monoestearato,
el que deberá ser declarado en los rótulos. Los monoestearatos de glicerilo utilizados con este fin, no contendrán menos del 33% de monoglicéridos y estarán libres de otros agentes tensio-activos a excepción del estearato de sodio o potasio, cuya concentración máxima será del 3%.